# Mårbysjön
Mårbysjön är en sjö i Falköpings kommun i Västergötland och ingår i Göta älvs huvudavrinningsområde. Mårbysjön ligger i naturreservatet Mårbykärret och i Rösjö mosse och Mårbysjön Natura 2000-område. I slutet av 1800-talet sänkes Mårbysjön varvid delar av sjöns botten blottades och rester av stubbar exponerades. I samband med sänkningen bildades ett märkligt rikkärr som har en rik flora och regionalt ovanliga mossor, bland annat kalkkällmossa, späd skorpionmossa och kalklungmossa. Runt sjön växer ängsnycklar, kärrknipprot och tvåblad. Runt Mårbysjön förekommer en bård med bladvass vilken hyser häckande våtmarksfåglar. Sjön hyser även den ovanliga kalkkärrsgrynsnäckan.

## Externa länkar

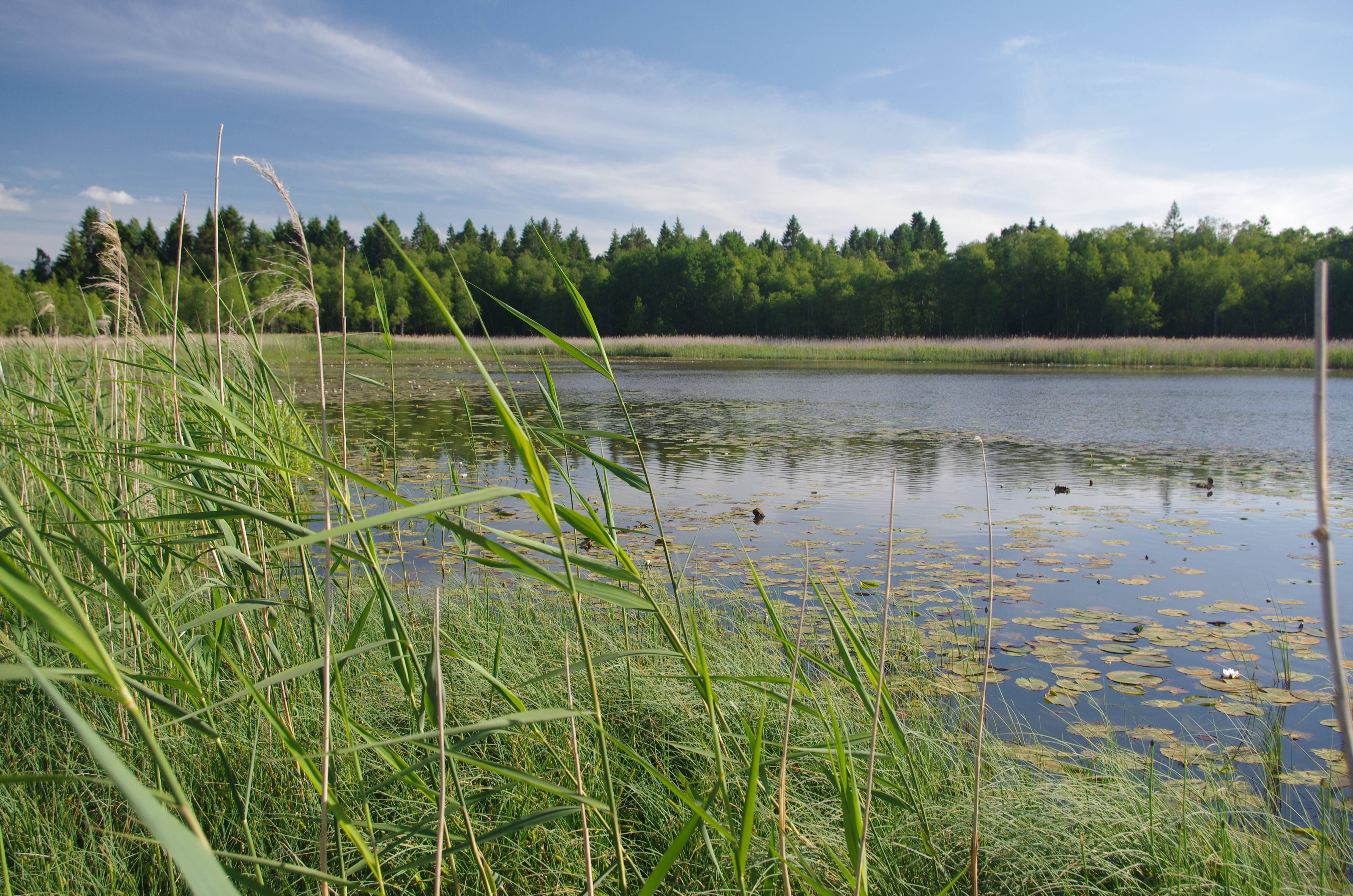
Mårbysjön från den östra stranden.